# Adesmia stenocaulon
Adesmia stenocaulon là một loài thực vật có hoa trong họ Đậu. Loài này được Hauman miêu tả khoa học đầu tiên.